# Francisco Alberola
Francisco Alberola fue un escultor español.
Natural de Valencia, fue discípulo de la Real Academia de Bellas Artes de San Carlos, en la que alcanzó los grados de teniente director honorario y después director, en remplazo de José Esteve.
Fue el autor de un san Jaime, calificado por Ossorio y Bernard como «excelente».